# Park Kyung-hoon
Park Kyung-hoon (en coreano: 박경훈; nacido el 19 de enero de 1961 en Seúl) es un exfutbolista y actual entrenador surcoreano. Jugaba de defensa y su último club fue el Yeading de Inglaterra. Actualmente no dirige a ningún equipo.
Park es considerado como uno de los mejores laterales derechos surcoreanos de todos los tiempos. Fue el primer lateral surcoreano que participó activamente en ataque con un ritmo rápido, por lo que fue apodado el “Progenitor de la superposición” en su país natal.
Nacido en Suyu-dong, un barrio pobre de Seúl, al principio se había sentido atraído por el arte, pero cambió su orientación profesional hacia el fútbol debido a problemas económicos cuando se convirtió en estudiante de secundaria. Park desarrolló su carrera en la Universidad de Hanyang y Pohang Steelworks, y ganó tres títulos en la K League. Fue nombrado el Jugador Más Valioso de la K League 1988, pero pensó que Lee Kee-keun, su compañero de equipo, merecía ese premio. Quiso devolver su trofeo, pero el Comité de la K League rechazó su decisión.
Park fue internacional absoluto por la Selección de fútbol de Corea del Sur, disputó las Copas Mundiales de la FIFA de 1986 y 1990, y obtuvo la medalla dorada en los Juegos Asiáticos de 1986. En 1993, anunció su retiro y se fue a Inglaterra para estudiar en el extranjero. También jugó para el club semiprofesional inglés Yeading durante un tiempo y se convirtió en el primer jugador surcoreano que apareció en la FA Cup.
En 2013, la federación de la K League lo seleccionó como lateral derecho del K League 30th Anniversary Legends Best XI.

## Trayectoria

### Clubes como futbolista
| Club                         | País          | Año         |
| ---------------------------- | ------------- | ----------- |
| POSCO Dolphins / POSCO Atoms | Corea del Sur | 1984 - 1992 |
| Yeading                      | Inglaterra    | 1993 - 1994 |

### Selección nacional como futbolista
| Selección | País          | Año         |
| --------- | ------------- | ----------- |
| Absoluta  | Corea del Sur | 1981 - 1990 |

### Clubes como entrenador
| Club                           | País          | Año         |
| ------------------------------ | ------------- | ----------- |
| Chunnam Dragons (asistente)    | Corea del Sur | 1995 - 1996 |
| Escuela Secundaria de Cheonggu | Corea del Sur | 1996 - 2000 |
| Busan I'Cons (asistente)       | Corea del Sur | 2000 - 2002 |
| Jeju United                    | Corea del Sur | 2010 - 2014 |
| Seongnam F.C. (scout)          | Corea del Sur | 2016        |
| Seongnam F.C.                  | Corea del Sur | 2017        |

### Selección nacional como entrenador
| Selección          | País          | Año         |
| ------------------ | ------------- | ----------- |
| Sub-23 (asistente) | Corea del Sur | 2003 - 2004 |
| Sub-17             | Corea del Sur | 2004 - 2007 |

## Estadísticas

### Como futbolista

#### Clubes
| Club          | Año           | Liga            | Liga  | Liga  | Copa Nacional | Copa Nacional | Copa de la Liga | Copa de la Liga | Total | Total |
| Club          | Año           | División        | Part. | Goles | Part.         | Goles         | Part.           | Goles           | Part. | Goles |
| ------------- | ------------- | --------------- | ----- | ----- | ------------- | ------------- | --------------- | --------------- | ----- | ----- |
| POSCO Atoms   | 1984          | K League        | 21    | 0     | —             | —             | —               | —               | 21    | 0     |
| POSCO Atoms   | 1985          | K League        | 4     | 0     | ?             | ?             | —               | —               | 4     | 0     |
| POSCO Atoms   | 1986          | K League        | 1     | 0     | —             | —             | 2               | 0               | 3     | 0     |
| POSCO Atoms   | 1987          | K League        | 31    | 0     | —             | —             | —               | —               | 31    | 0     |
| POSCO Atoms   | 1988          | K League        | 12    | 0     | ?             | ?             | —               | —               | 12    | 0     |
| POSCO Atoms   | 1989          | K League        | 5     | 1     | ?             | ?             | —               | —               | 5     | 1     |
| POSCO Atoms   | 1990          | K League        | 8     | 0     | —             | —             | —               | —               | 8     | 0     |
| POSCO Atoms   | 1991          | K League        | 23    | 3     | —             | —             | —               | —               | 23    | 3     |
| POSCO Atoms   | 1992          | K League        | 19    | 0     | —             | —             | 8               | 0               | 27    | 0     |
| POSCO Atoms   | Total         | Total           | 124   | 4     | ?             | ?             | 10              | 0               | 134   | 4     |
| Yeading       | 1993–94       | Isthmian League | ?     | ?     | ?             | ?             | —               | —               | ?     | ?     |
| Yeading       | 1994–95       | Isthmian League | ?     | ?     | ?             | ?             | —               | —               | ?     | ?     |
| Yeading       | Total         | Total           | ?     | ?     | ?             | ?             | —               | —               | ?     | ?     |
| Total carrera | Total carrera | Total carrera   | 124   | 4     | ?             | ?             | 10              | 0               | 134   | 4     |

1. ↑  Aparición(es) en el Campeonato Nacional de Corea para el equipo de reserva
2. 1 2  Aparición(es) en el Campeonato Nacional de Corea
3. 1 2  Aparición(es) en la FA Cup

#### Selección nacional
Fuente:
| Selección de Corea del Sur | Selección de Corea del Sur | Selección de Corea del Sur |
| Año                        | Part.                      | Goles                      |
| -------------------------- | -------------------------- | -------------------------- |
| 1981                       | 10                         | 0                          |
| 1982                       | 8                          | 0                          |
| 1983                       | 6                          | 0                          |
| 1984                       | 5                          | 0                          |
| 1985                       | 11                         | 0                          |
| 1986                       | 7                          | 0                          |
| 1987                       | 2                          | 0                          |
| 1988                       | 7                          | 0                          |
| 1989                       | 11                         | 1                          |
| 1990                       | 16                         | 0                          |
| Total                      | 83                         | 1                          |

##### Goles internacionales
| No | Fecha              | Sede     | Oponente | Gol   | Resultado | Competición                                        |
| -- | ------------------ | -------- | -------- | ----- | --------- | -------------------------------------------------- |
| 1. | 3 de junio de 1989 | Singapur | Nepal    | 1 gol | 4-0       | Eliminatorias para la Copa Mundial de la FIFA 1990 |

##### Participaciones en fases finales
| Torneo                         | Sede     | Resultado     | Partidos | Goles |
| ------------------------------ | -------- | ------------- | -------- | ----- |
| Copa Asiática 1984             | Singapur | Primera fase  | 0        | 0     |
| Copa Mundial de Fútbol de 1986 | México   | Primera fase  | 3        | 0     |
| Juegos Asiáticos de 1986       | Seúl     | Campeón       | —        | —     |
| Juegos Olímpicos de 1988       | Seúl     | Primera fase  | 3        | 0     |
| Copa Asiática 1988             | Catar    | Subcampeón    | 5        | 0     |
| Copa Mundial de Fútbol de 1990 | Italia   | Primera fase  | 3        | 0     |
| Juegos Asiáticos de 1990       | Pekín    | Tercer puesto | —        | —     |

## Palmarés

### Como futbolista

#### Títulos nacionales
| Título                       | Club                   | País          | Año  |
| ---------------------------- | ---------------------- | ------------- | ---- |
| Campeonato Nacional de Corea | Universidad de Hanyang | Corea del Sur | 1983 |
| K League 1                   | POSCO Atoms            | Corea del Sur | 1986 |
| K League 1                   | POSCO Atoms            | Corea del Sur | 1988 |
| K League 1                   | POSCO Atoms            | Corea del Sur | 1992 |

#### Títulos internacionales
| Título                         | Club (*)      | Sede  | Año  |
| ------------------------------ | ------------- | ----- | ---- |
| Juegos Asiáticos               | Corea del Sur | Seúl  | 1986 |
| Copa de Naciones Afroasiáticas | Corea del Sur | Doha  | 1987 |
| Copa Dinastía                  | Corea del Sur | Pekín | 1990 |

(*) Incluyendo la Selección

#### Distinciones individuales
| Distinción                            | Año  |
| ------------------------------------- | ---- |
| Korean Football Best XI               | 1981 |
| Korean Football Best XI               | 1984 |
| K League Best XI                      | 1984 |
| Korean Football Best XI               | 1985 |
| Korean Football Best XI               | 1986 |
| Korean Football Best XI               | 1987 |
| K League Best XI                      | 1987 |
| Korean Football Best XI               | 1988 |
| Jugador Más Valioso de la K League 1  | 1988 |
| Equipo del Torneo de la Copa Asiática | 1988 |
| K League 30th Anniversary Best XI     | 2013 |

### Como entrenador

#### Distinciones individuales
| Distinción                        | Año  |
| --------------------------------- | ---- |
| Entrenador del Año de la K League | 2010 |